# Mistrzostwa Ameryki Południowej w Piłce Siatkowej Mężczyzn 1989
XVIII Mistrzostwa Ameryki Południowej w Piłce Siatkowej Mężczyzn odbyły się w brazylijskim mieście Kurytyba między 23 a 30 września 1989 roku.
Tytułu sprzed dwóch lat bronili Brazylijczycy (odnieśli 11 kolejnych zwycięstw) i to oni po raz kolejny zdobyli mistrzostwo. Był to siedemnasty złoty medal mistrzostw Ameryki Południowej w historii brazylijskiej siatkówki.
Mistrz Ameryki Południowej 1989 otrzymał prawo do gry na Pucharze Świata 1989, Najlepszy zespół, nie licząc Brazylii i Argentyny, otrzymał awans na Mistrzostwa Świata 1990 (Brazylia i Argentyna miały zapewniony udział w Mistrzostwach dzięki wynikom z poprzedniej edycji turnieju).

## System rozgrywek
Mistrzostwa odbywały się w systemie kołowym, "każdy z każdym". Końcowa klasyfikacja była rezultatem wyników meczów grupowych 
O kolejności w tabeli decydowały kolejno:
- liczba zwycięstw,
- stosunek małych punktów,
- stosunek setów.

## Drużyny uczestniczące
| Reprezentacja | Miejsce w poprzednich mistrzostwach |
| ------------- | ----------------------------------- |
| Argentyna     | 2                                   |
| Brazylia      | 1                                   |
| Kolumbia      | ns                                  |
| Paragwaj      | 4                                   |
| Peru          | 7                                   |
| Urugwaj       | 6                                   |
| Wenezuela     | 3                                   |

ns- nie startował

## Turniej

### Tabela
| Poz. | Reprezentacja | Mecze | Mecze | Mecze | Małe punkty | Małe punkty | Małe punkty | Sety | Sety | Sety  |
| Poz. | Reprezentacja | M     | Z     | P     | zdob.       | str.        | ratio       | wyg. | prz. | ratio |
| ---- | ------------- | ----- | ----- | ----- | ----------- | ----------- | ----------- | ---- | ---- | ----- |
| 1    | Brazylia      | 6     | 6     | 0     | 295         | 135         | 2,19        | 18   | 2    | 9,00  |
| 2    | Argentyna     | 6     | 5     | 1     | 289         | 131         | 2,21        | 17   | 3    | 5,67  |
| 3    | Wenezuela     | 6     | 4     | 2     | -           | -           | -           | 12   | 7    | 1,71  |
| 4    | Peru          | 6     | 3     | 3     | -           | -           | -           | 9    | 10   | 0,90  |
| 5    | Kolumbia      | 6     | 2     | 4     | -           | -           | -           | 7    | 15   | 0,47  |
| 6    | Paragwaj      | 6     | 1     | 5     | -           | -           | -           | 6    | 17   | 0,35  |
| 7    | Urugwaj       | 6     | 0     | 6     | 164         | 304         | 0,54        | 3    | 18   | 0,17  |

### Wyniki
| 23 września 1989 |

|  | Wenezuela | 3:0(15:2, 15:5, 15:3) | Paragwaj |  |
|  |           | 3:0(15:2, 15:5, 15:3) |          |  |

|  | Brazylia | 3:0(15:0, 15:5, 15:12) | Urugwaj |  |
|  |          | 3:0(15:0, 15:5, 15:12) |         |  |

| 24 września 1989 |

|  | Kolumbia | 3:1(15:13, 13:15, 15:19, 15:1) | Urugwaj |  |
|  |          | 3:1(15:13, 13:15, 15:19, 15:1) |         |  |

|  | Brazylia | 3:0(15:1, 15:2, 15:2) | Paragwaj |  |
|  |          | 3:0(15:1, 15:2, 15:2) |          |  |

|  | Argentyna | 3:0(15:3, 15:7, 15:7) | Peru |  |
|  |           | 3:0(15:3, 15:7, 15:7) |      |  |

| 25 września 1989 |

|  | Kolumbia | 3:2(15:13, 15:7, 5:15, 12:15, 15:10) | Paragwaj |  |
|  |          | 3:2(15:13, 15:7, 5:15, 12:15, 15:10) |          |  |

|  | Brazylia | 3:0(15:6, 15:4, 15:4) | Peru |  |
|  |          | 3:0(15:6, 15:4, 15:4) |      |  |

|  | Argentyna | 3:0(15:4, 15:2, 15:6) | Wenezuela |  |
|  |           | 3:0(15:4, 15:2, 15:6) |           |  |

| 26 września 1989 |

|  | Peru | 3:0(15:4, 15:7, 15:5) | Kolumbia |  |
|  |      | 3:0(15:4, 15:7, 15:5) |          |  |

|  | Wenezuela | 3:0(15:9, 15:7, 15:6) | Urugwaj |  |
|  |           | 3:0(15:9, 15:7, 15:6) |         |  |

| 27 września 1989 |

|  | Argentyna | 3:0(15:3, 15:4, 15:4) | Urugwaj |  |
|  |           | 3:0(15:3, 15:4, 15:4) |         |  |

|  | Brazylia | 3:0(15:7, 15:12, 15:7) | Wenezuela |  |
|  |          | 3:0(15:7, 15:12, 15:7) |           |  |

| 28 września 1989 |

|  | Peru | 3:0(15:3, 15:4, 15:4) | Urugwaj |  |
|  |      | 3:0(15:3, 15:4, 15:4) |         |  |

|  | Argentyna | 3:0(15:2, 15:3, 15:3) | Paragwaj |  |
|  |           | 3:0(15:2, 15:3, 15:3) |          |  |

|  | Brazylia | 3:0(15:1, 15:1, 15:7) | Kolumbia |  |
|  |          | 3:0(15:1, 15:1, 15:7) |          |  |

| 29 września 1989 |

|  | Wenezuela | 3:0(15:13, 15:13, 15:10) | Peru |  |
|  |           | 3:0(15:13, 15:13, 15:10) |      |  |

|  | Paragwaj | 3:2(14:16, 15:10, 7:15, 15:12, 15:13) | Urugwaj |  |
|  |          | 3:2(14:16, 15:10, 7:15, 15:12, 15:13) |         |  |

|  | Argentyna | 3:0(15:7, 15:7, 15:0) | Kolumbia |  |
|  |           | 3:0(15:7, 15:7, 15:0) |          |  |

| 30 września 1989 |

|  | Peru | 3:1 | Paragwaj |  |
|  |      | 3:1 |          |  |

|  | Wenezuela | 3:1 | Kolumbia |  |
|  |           | 3:1 |          |  |

|  | Brazylia | 3:2(15:11, 12:15, 13:15, 15:13, 15:10) | Argentyna |  |
|  |          | 3:2(15:11, 12:15, 13:15, 15:13, 15:10) |           |  |

*- brak danych o meczu

## Klasyfikacja końcowa
| Miejsce | Zespół    | Uwagi                            |
| ------- | --------- | -------------------------------- |
|         | Brazylia  | Awans na Puchar Świata 1989      |
|         | Argentyna |                                  |
|         | Wenezuela | Awans na Mistrzostwa Świata 1990 |
| 4       | Peru      |                                  |
| 5       | Kolumbia  |                                  |
| 6       | Paragwaj  |                                  |
| 7       | Urugwaj   |                                  |

## Nagrody indywidualne
| MVP           | Najlepiej atakujący | Najlepiej zagrywający | Najlepiej blokujący | Najlepiej rozgrywający | Najlepiej broniący |
| ------------- | ------------------- | --------------------- | ------------------- | ---------------------- | ------------------ |
| Maurício Lima | Raúl Quiroga        | Maurício Lima         | Cidão               | Maurício Lima          | Esteban Martínez   |